# Musée historique du Sénégal à Gorée

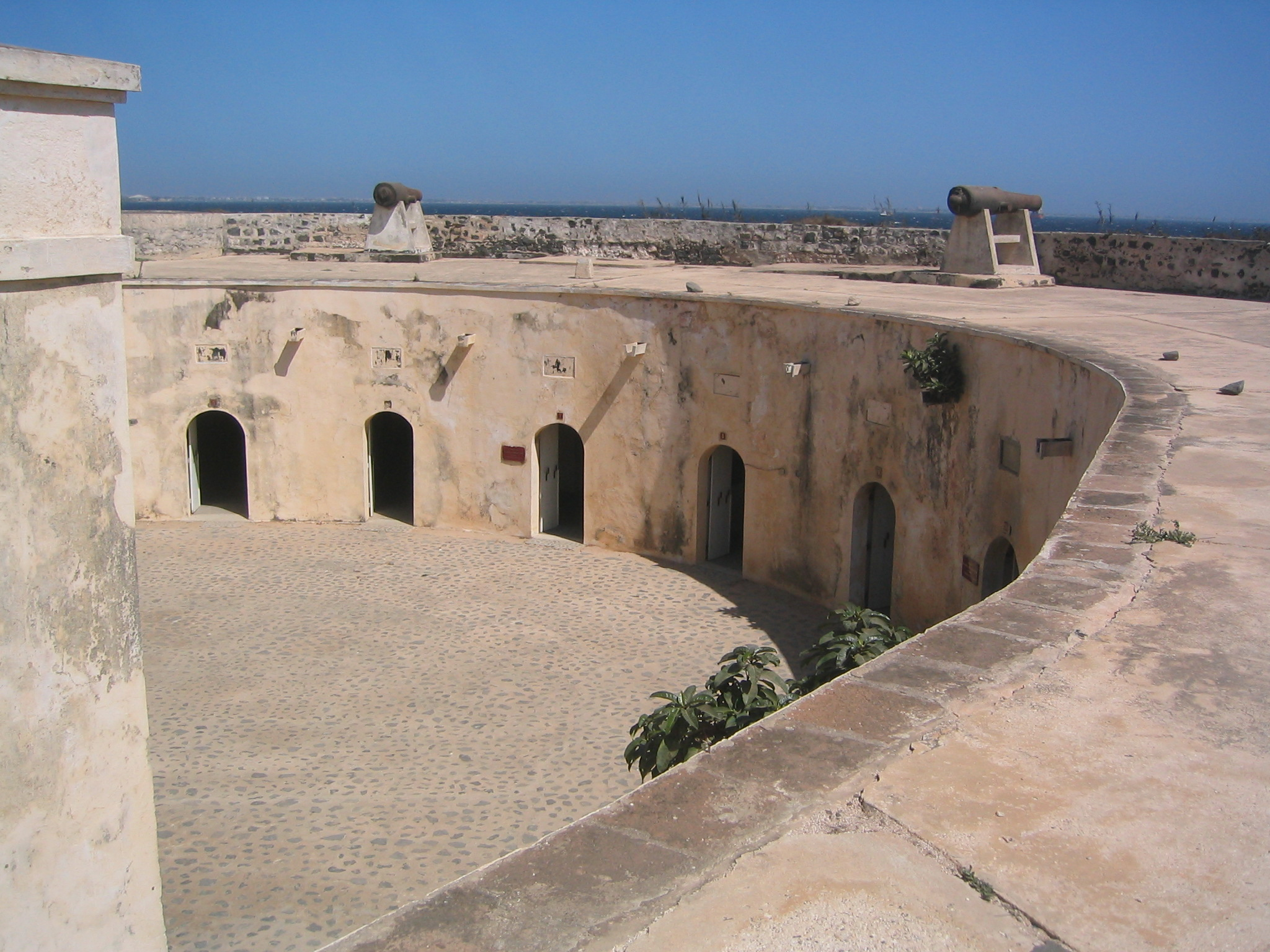
La place d'armes et l'accès aux salles d'exposition

Le musée historique du Sénégal à Gorée est un musée rattaché à l'Institut fondamental d'Afrique noire (IFAN) et installé sur l'île de Gorée, dans la baie de Dakar, au Sénégal. Il est consacré à l'histoire générale du pays, des origines à l'indépendance, et tout particulièrement à celle de Gorée, avec, notamment mais non exclusivement, le souci d'expliquer et de commémorer le commerce des esclaves qui a sévi dans cette région.

## Histoire
Le musée se trouve à l'extrémité nord de île, face à Dakar.
Il a été aménagé dans le Fort d'Estrées, une citadelle construite par les Français entre 1852 et 1856 et qui porte le nom du vice-amiral Jean II d'Estrées qui enleva l’île aux Hollandais en 1677. Les embarcations en provenance de la capitale en contournent les remparts avant de pénétrer dans le port.
Le fort lui-même n'a jamais joué un rôle de premier plan, mais lorsque les troupes alliées ont tenté de débarquer sur l'île en 1940, elles ont été accueillies à coups de canons. Par la suite il a été utilisé comme prison civile jusqu'en 1976.
De fait Gorée avait déjà été dotée d'un premier musée (1954-1969), aménagé dans la demeure de la signare Victoria Albis, achetée à l'ancien maire. Il portait alors le nom de Musée historique de l'AOF. En 1960, avec l'indépendance du Sénégal, la référence à l'AOF perdait son sens et le nom fut abrégé en Musée historique. Il fut entièrement transformé en 1970. Mais cette maison bourgeoise s'avère bientôt trop exigüe.

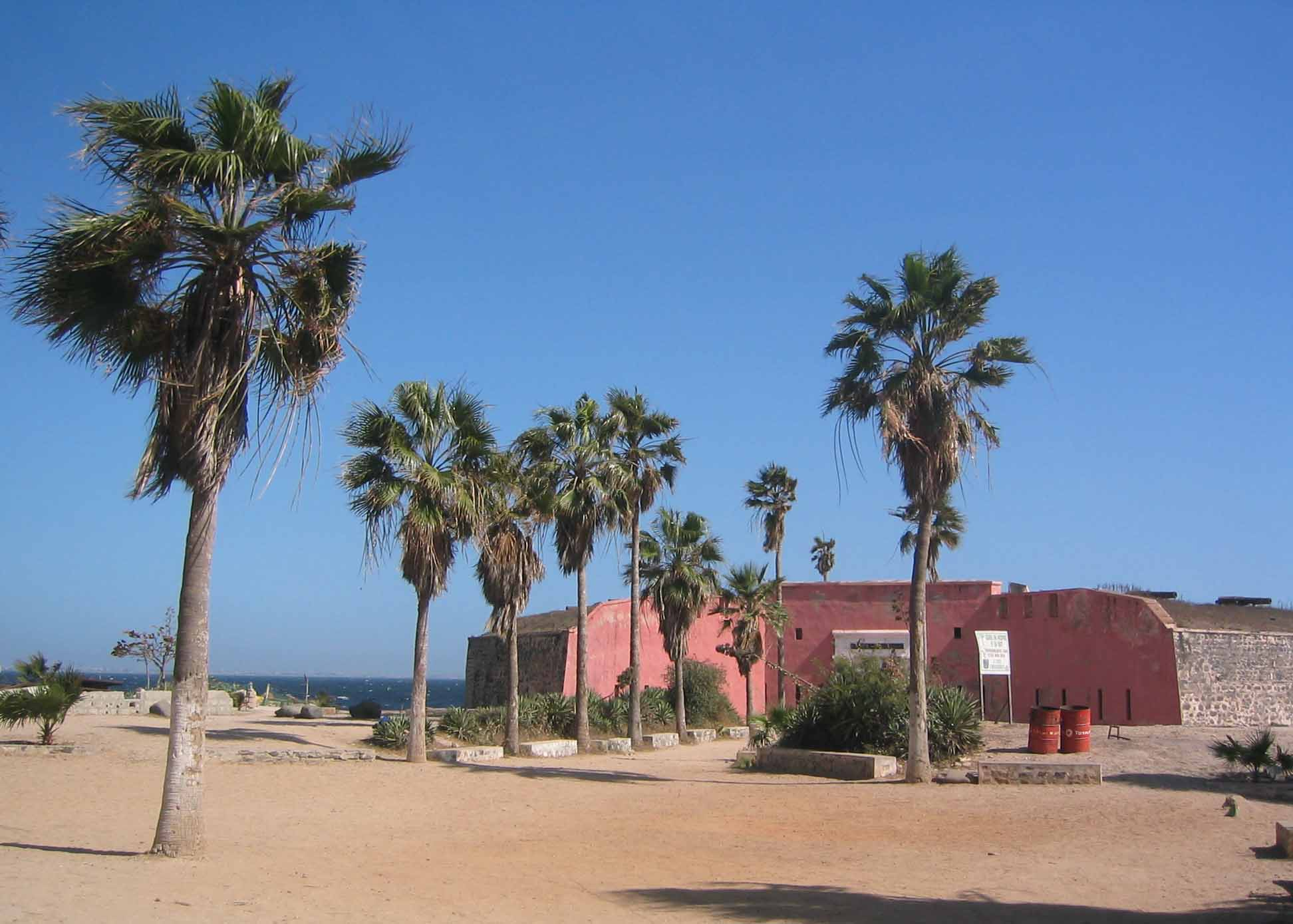
L'entrée du musée

En 1977 l'État attribue le fort à l'IFAN qui entreprend d'importants travaux de restauration dirigés par l'anthropologue belge Guy Thilmans. Douze années seront nécessaires et le nouveau musée est inauguré le 3 mars 1989, au moment où l'IFAN célèbre son cinquantenaire.
Abdoulaye Camara en sera le conservateur de 1989 à 2005, date à laquelle il prend en charge le musée d'Art africain de Dakar, également rattaché à l'IFAN. Il est remplacé par Youssouf Mbargane Guissé.
Alors qu'en 1989 le musée recevait 5 713 visiteurs (billets vendus), il en a accueilli 29 824 en 2004 à l'occasion de l'année de la commémoration de l'esclavage. Le public est principalement constitué de touristes de passage à Gorée, mais aussi de nombreux élèves et étudiants accompagnés de leurs enseignants.

## Collections
Treize salles encerclent la place d'armes et abritent plus de 500 objets, cartes et documents retraçant l'histoire du Sénégal.
- Salle 1 : Cartographie de Gorée, de 1681 à 1984.
- Salle 2 : Le Paléolithique : Exposée est une collection d’outils microlithiques du Tiemassassien. Le Tiemassassien, rattachée au Paléolithique supérieur, qualifie les industries lithiques retrouvées le long du  cours d'eau saisonnier Tiemassas, localisé à Nianing. Les principaux outils sont des racloirs, des denticulés et des grattoirs. Les datations radiométriques ont permis de situer la plus ancienne occupation à environ 43.000 ans BP[2].
- Salle 3 : Le Néolithique : Exposée est une collection d’outils de l'industrie du  Néolithique du marigot de Khant qui se trouve dans le nord du pays, près de Kayar. Les outils se caractérisent par l'emploi de l'os, de l'ivoire et du bois, utilisé a la confection de hameçons, harpons et hâches pour la pêche, la chasse et la récolte de coquillages[3].
- Salle 4 : Les amas coquilliers : Exposée est une collection de poterie de l'île-amas de coquillages de Diorom Boumak, située dans l'embouchure du Saloum[4].
- Salle 5 : Les sites de la vallée du fleuve Sénégal.
- Salle 6 : Les monuments mégalithes : Les cercles mégalithiques de Sénégambie sont des cercles de pierre construits et disposés entre le Ier et les débuts du IIe millénaire. Exposée est la pierre lyre de Keur Alingane. Il s'agit d'un type de pierre sculpté toujours placé sur la ligne frontale d'un cercle mégalithique ou d'un tumulus, à l'Est de celui-ci[5].
- Salle 7 : Les royaumes du Sénégal.
- Salle 8 : Les résistances africaines : Exposées sont des cartes et des photos de la Colonisation française moderne et de la résistance anticolonial.
- Salle 9 : La traite négrière.
- Salle 10 : Européens (rebaptisée Carrefour des Nations).
- Salle 11 : L'islam au Sénégal.
- Salle 12 : Indépendance.
- Salle 13 : Salle des canons (on y vend des tissus et des objets d'artisanat local).

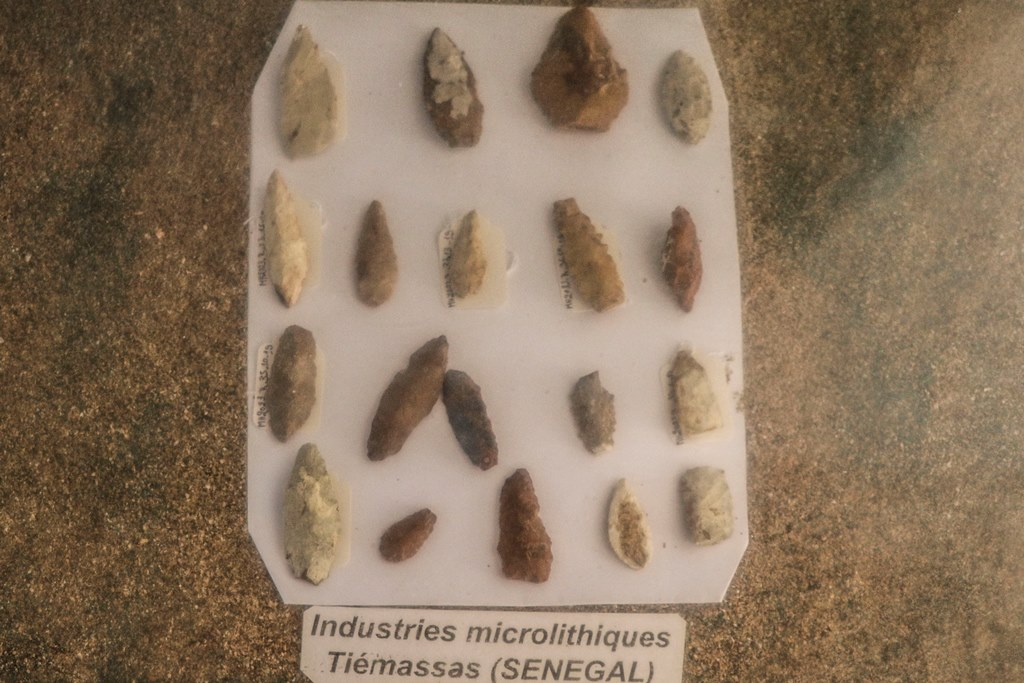
Outils du Paléolithique supérieur de Tiemassas.
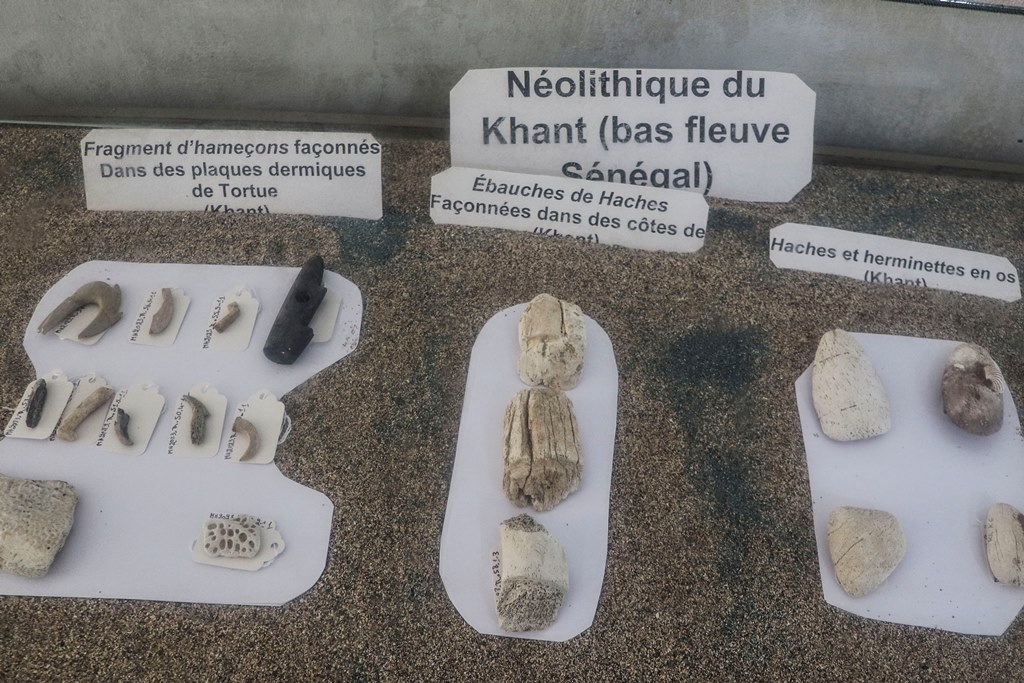
Outils du Néolithique de Khant.
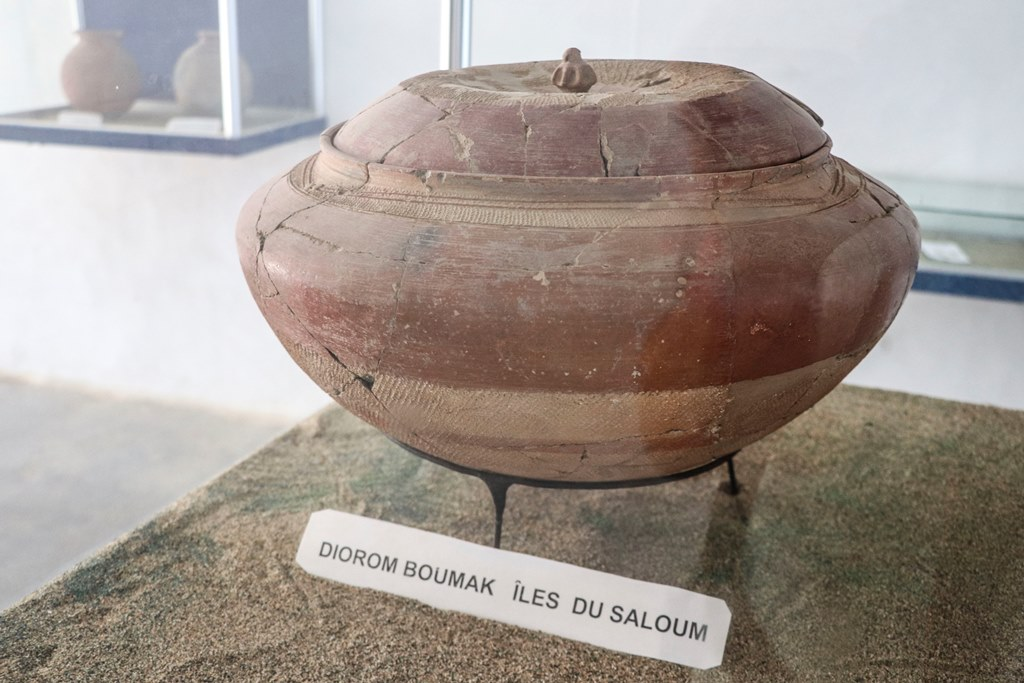
Poterie de l'île-amas de coquillages de Diorom Boumak.
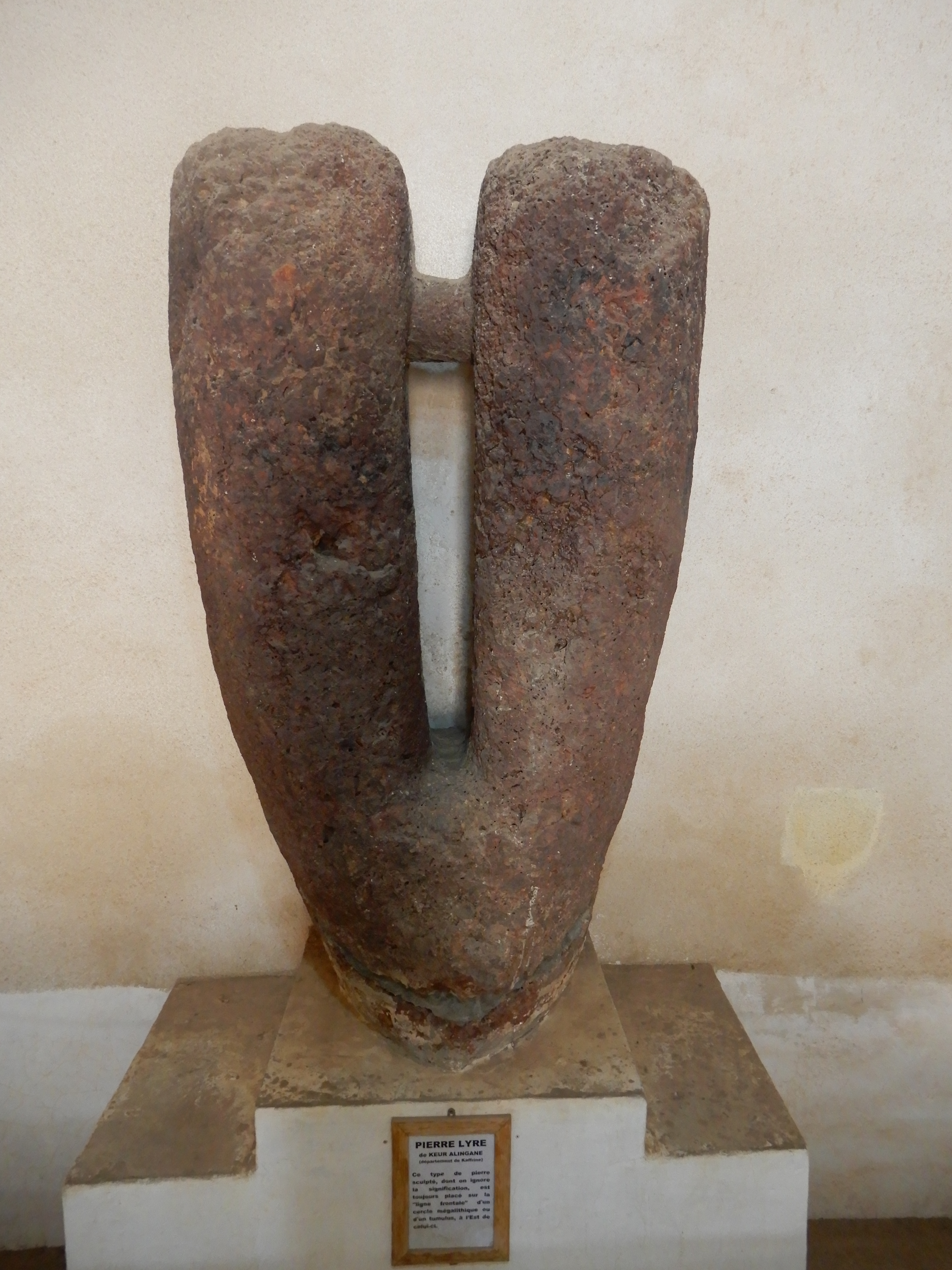
Pierre-lyre de Keur Alingane.
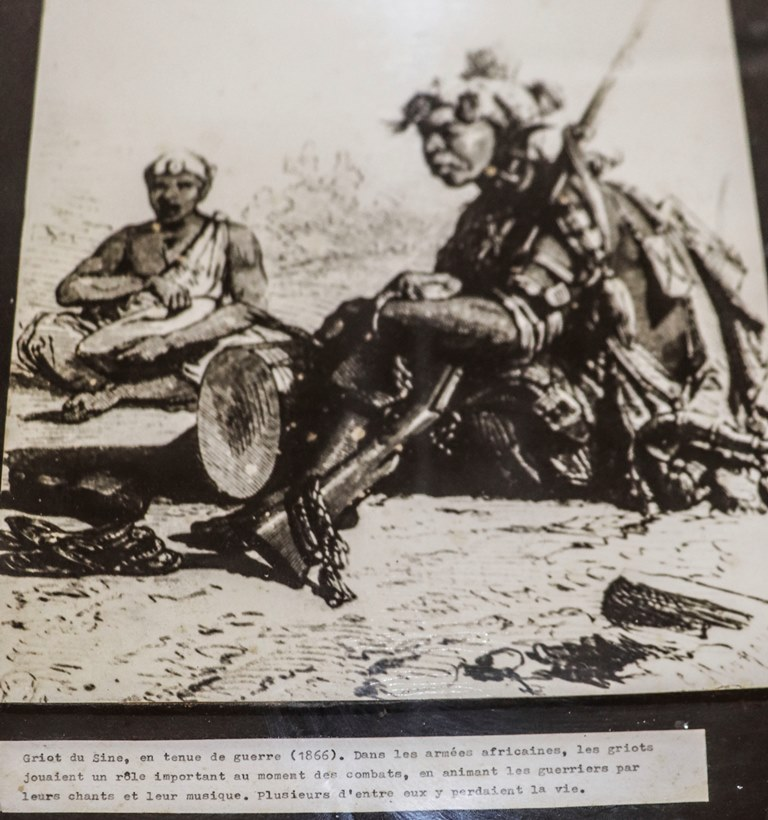
Griot de Sine en tenue de guerre (1866).